# Саприя
Саприя (лат. Sapria) — род паразитических растений из семейства Раффлезиевые (Раффлезиевые), обитающих в Южной и Юго-Восточной Азии.
Все виды этого рода (на 2023 год, их всего четыре) являются растениями-паразитами, проводящими большую часть своей жизни в тканях растений-хозяев. В качестве хозяев обычно выступают лианы из семейства Виноградовые (Vitaceae), в частности роды Тетрастигма (Tetrastigma) и Виноград (Vitis).
Саприи отличаются своими необычными крупными цветками ярко-красного цвета с белыми или жёлтыми точками. Цветки являются двудомными и обоеполыми, в отличие от цветков раффлезии, они имеют 10 лепестков (точнее, брактей — чешуевидных листьев прицветника) и имеют меньший размер, около 20 см в диаметре.

## Ботаническое описание
Растения данного рода являются растениями-паразитами, паразитирующими на корнях, и обладают двудомным типом размножения. Их вегетативные части сведены к мицелиеподобной ткани, находящейся внутри хозяйского растения. Цветонос короткий, прямой и безветвистый. Прицветники соцветия расположены спирально и перекрываются у основания цветка. Цветки однополые, ярко окрашенные и обладают гнилостным запахом. Доли околоцветника перекрывают друг друга, а устье имеет перепончатую корону.
У мужских цветков трубка околоцветника сплошная у основания, имеются 20 тычинок, связки которых полностью срослись в чашечку на ножке. Пыльники расположены снаружи у основания чашечки, окружая основание столбика, их гиностем является рудиментарным.
У женских цветков основание трубки околоцветника срослось с завязью, стаминодии имеют форму купола и слабо выраженную лучисто-шестиугольную структуру. Пыльники стерильны, яичник расположен ниже, количество плацент составляет 10-12 и они имеют неправильную форму. Покров сложен из одного слоя, а гиностемий обладает прочной структурой.
Плоды имеют шаровидную форму и окружены стойким околоцветником.

## Таксономия
Sapria Griff., первое упоминание в Proc. Linn. Soc. London 1: 216 (1844).

### Синонимы
Гетеротипные (основанные на разных номенклатурных типах):
- Richthofenia Hosseus (1907)

### Виды
Подтвержденные виды по данным сайта Plants of the World Online на 2023 год:
| Название                                                  | Изображение | Природный ареал                                                                           | Подвиды                                                                                        |
| --------------------------------------------------------- | ----------- | ----------------------------------------------------------------------------------------- | ---------------------------------------------------------------------------------------------- |
| Sapria himalayana Griff. — Саприя гималайская             |             | Индия (Ассам), Южно-Центральный Китай, Восточные Гималаи, Мьянма, Таиланд, Тибет, Вьетнам | Форма: - Sapria himalayana f. albovinosa Bänziger & B.Hansen - Sapria himalayana f. himalayana |
| Sapria myanmarensis Nob.Tanaka, Nagam., Tagane & M.M.Aung |             | Мьянма                                                                                    |                                                                                                |
| Sapria poilanei Gagnep.                                   |             | Камбоджа                                                                                  |                                                                                                |
| Sapria ram Bänziger et B. Hansen                          |             | Таиланд                                                                                   |                                                                                                |